# Sint-Jozefkerk (Weert)
De Sint-Jozefkerk (ook: Sint-Josephkerk) is een parochiekerk in Weert, gelegen aan Sint-Jozefskerkplein 1.
Het betreft een bakstenen, neoromaanse kerk die in 1939 gebouwd is naar ontwerp van Alphons Boosten.

## Geschiedenis
Deze kerk werd gebouwd voor de wijk Keent. Deze wijk werd op zijn beurt oorspronkelijk gebouwd voor en gebruikt door de beroepsmilitairen van het grote garnizoen dat in de Van Hornekazerne gelegerd was. In de jaren '50 van de 20e eeuw werd deze wijk verder uitgebreid.
De Sint-Jozefkerk is geklasseerd als Rijksmonument.

## Gebouw
De kerk is een georiënteerde driebeukige kruiskerk, met het dwarspand dicht bij het koor, dat een halfronde apsis bezit. Opvallend zijn de twee ronde oosttorens die het koor flankeren, terwijl de kerk daarnaast over een aangebouwde vierkante westtoren beschikt die tegen de noorderzijgevel is aangebouwd.
De ingang van de kerk is via een imposante rondboog, die toegang geeft tot een portaal waarin zich een rondbogige deur bevindt.
Het interieur is sober, want direct na de bouw brak de Tweede Wereldoorlog uit en was er geen geld om enige inventaris aan te schaffen. 